# Quinn Hutson
Quinn Hutson, född 1 januari 2002, är en amerikansk professionell ishockeyforward som spelar för Edmonton Oilers i NHL.
Han har tidigare spelat för Boston University Terriers i National Collegiate Athletic Association (NCAA) och Muskegon Lumberjacks i United States Hockey League (USHL).
Hutson blev aldrig NHL-draftad.
Han är bror till Lane Hutson.

## Statistik
| 2016–2017   | Team Illinois U14          | HPHL        | 20  | 8  | 4  | 12  | 14  | —  | — | —  | —  | — |
| 2017–2018   | Team Illinois U16          | HPHL        | 18  | 5  | 5  | 10  | 56  | —  | — | —  | —  | — |
| 2018–2019   | North Jersey Avalanche U16 | AYHL        | 22  | 19 | 15 | 34  | 38  | —  | — | —  | —  | — |
|             | North Jersey Avalanche U16 | T1EHL       | 25  | 16 | 11 | 27  | 10  | —  | — | —  | —  | — |
| 2019–2020   | North Jersey Avalanche U18 | AYHL        | 23  | 31 | 20 | 51  | 28  | —  | — | —  | —  | — |
|             | North Jersey Avalanche U18 |             | 9   | 2  | 6  | 8   | 6   | 1  | 0 | 1  | 1  | 0 |
| 2020–2021   | Muskegon Lumberjacks       | USHL        | 45  | 16 | 26 | 42  | 49  | 4  | 0 | 3  | 3  | 0 |
| 2021–2022   | Muskegon Lumberjacks       | USHL        | 59  | 33 | 40 | 73  | 83  | 9  | 7 | 9  | 16 | 8 |
|             | U.S. National U18 Team     |             | 2   | 1  | 0  | 1   | 4   | —  | — | —  | —  | — |
| 2022–2023   | Boston University Terriers | NCAA        | 39  | 15 | 13 | 28  | 24  | —  | — | —  | —  | — |
| 2023–2024   | Boston University Terriers | NCAA        | 40  | 18 | 18 | 36  | 35  | —  | — | —  | —  | — |
| 2024–2025   | Edmonton Oilers            | NHL         | 2   | 0  | 0  | 0   | 2   | —  | — | —  | —  | — |
|             | Boston University Terriers | NCAA        | 38  | 23 | 27 | 50  | 33  | —  | — | —  | —  | — |
| NHL totalt  | NHL totalt                 | NHL totalt  | 2   | 0  | 0  | 0   | 2   | —  | — | —  | —  | — |
| NCAA totalt | NCAA totalt                | NCAA totalt | 117 | 56 | 58 | 114 | 92  | —  | — | —  | —  | — |
| USHL totalt | USHL totalt                | USHL totalt | 104 | 49 | 66 | 115 | 132 | 13 | 7 | 12 | 19 | 8 |